# Remington Модель 878
Remington Модель 878, також відома як 878 Automaster, самозарядний дробовик з відведенням порохових газів, який випускала компанія Remington Arms з 1959 по 1963 роки. Модель 878 на базі попередньої Моделі 58, на зміну їй прийшла Модель 1100.

## Конструкція
Попередник Моделі 878, Модель 58, був новим самозарядним дробовиком від Remington, з системою відведення порохових газів замість системи з довгою віддачою стволу, яку розробив Джон Браунінг і використав в знаменитій рушниці Browning Auto-5, а також в Remington Модель 11 та Модель 11-48.
Модель 878 отримала покращену "саморегульовану" газову систему, що стало суттєвим покращенням порівняно з Моделлю 58, для газова систем потребувала ручного перемикання на різні типи боєприпасів. За винятком цього та косметичних відмінностей, Модель 58 та Модель 878 практично однакові, при цьому обидві моделі по суті являють собою версію Remington помпової рушниці Модель 870, але з відведенням порохових газів.
В газовідвідній системі Моделі 878 використано газовий поршень, який працює за рахунок порохових газів, що потрапляють через два отвори в кільці столу вниз в поршень, розташований в барабані магазина. Рух газового поршню штовхав штангу, яка відмикала затвор, викидаючи стріляну гільзу і рухаючи новий набій з трубчастого магазина в ствольну коробку. Для закінчення циклу, поршень, завдяки зворотній пружині та штанзі, рухається вперед, замикаючи затвор і досилаючи набій в патронник. Конструкція газовідвідної системи в Моделі 878 (та інших дробовиках, наприклад, Winchester Модель 1400) має значний недолік. Розташування газового поршня та зворотної пружини в барабані магазина сильно знижує місткість магазина в порівнянні з іншими газовідвідними або ручними системами.
Недолік газовідвідної системи Моделі 878 було виправлено в газовідвідній системі дробовика Remington Модель 1100, що зробило Модель 878 та будь-які інші дробовики схожої конструкції технічно застарілими.